# معاليه إفرايم

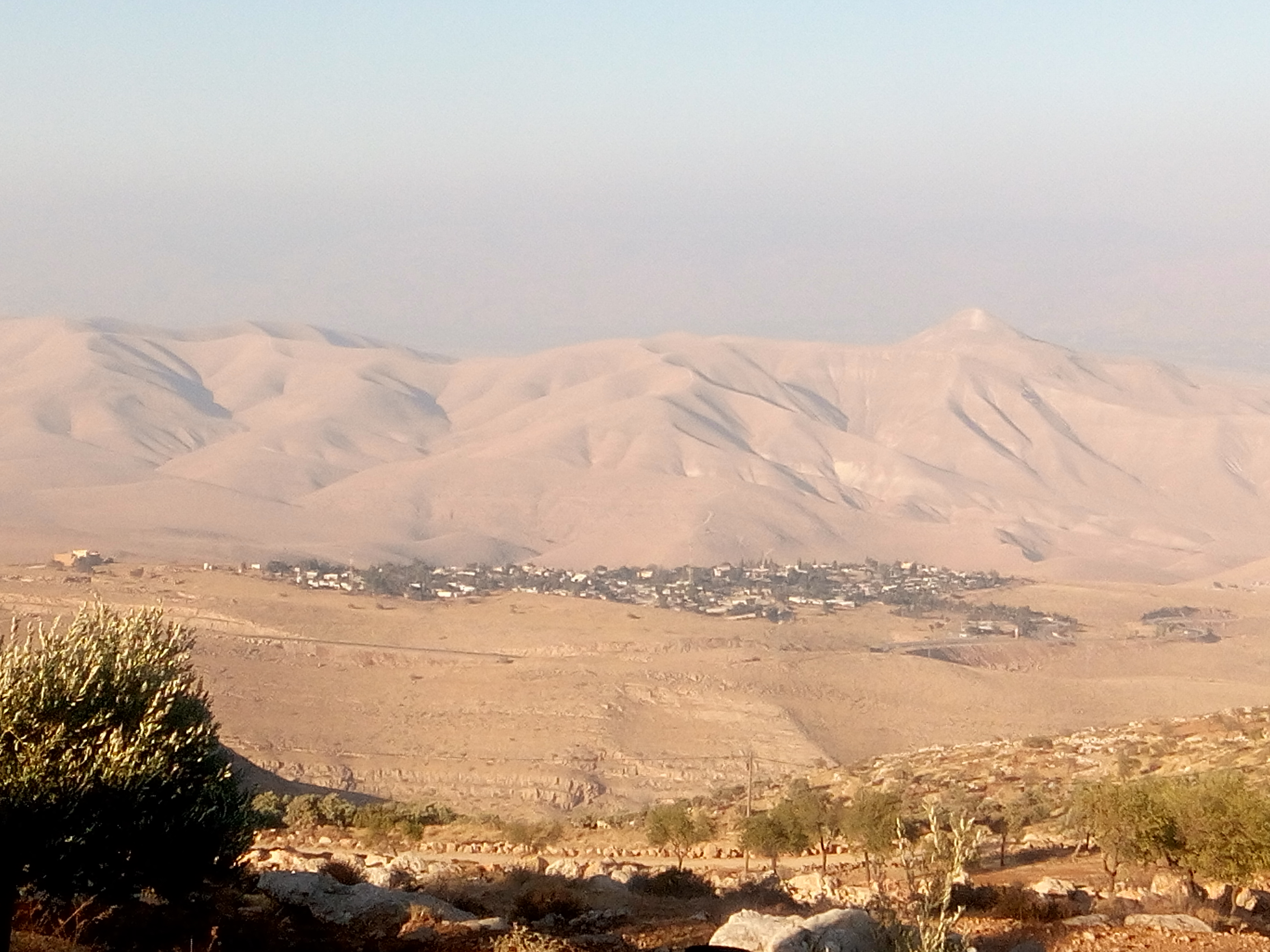
مستوطنة معاليه افرايم

معاليه إفرايم (بالعبرية: מַעֲלֵה אֶפְרַיִם) مستوطنة إسرائيلية علمانية ومجلس محلي تأسست في عام 1978.

## التسمية
سميت باسم سبط أفرايم التوراتي.

## التأسيس
في عام 1978 تأسست معاليه إفرايم على أراضٍ فلسطينية مساحتها 1,464 دونمًا، صادرتها السلطات الإسرائيلية من أراضي بلدة الجفتلك في محافظة أريحا عام 1970. وهي تقع على طول المنحدرات الشرقية لجبال الضفة الغربية في غور الأردن.

## السكان والحكم المحلي
في عام 1981، تمت ترقية وضع المستوطنة البلدي إلى مجلس محلي. في عام 2018 كان عدد سكانها 1,241.

## الجانب القانوني
يعتبر المجتمع الدولي المستوطنات الإسرائيلية في الضفة الغربية غير قانونية بموجب القانون الدولي، لكن الحكومة الإسرائيلية تعارض ذلك.